# Vourey
Vourey là một xã thuộc tỉnh Isère trong vùng Rhône-Alpes đông bắc nước Pháp.